# Hindustan Coca-Cola Beverages
Hindustan Coca-Cola Beverages Private Limited (HCCB) är en indisk dryckestillverkare som producerar och distribuerar olika produkter som läskedrycker, energidrycker, juicer, fruktdrycker, kaffe, mjölkdrycker och vatten från den amerikanska multinationella dryckestillverkaren The Coca-Cola Company. Företaget har 21 fabriker till sitt förfogande och står för omkring 65% av all tillverkning av dryckesvarumärkena som ägs av The Coca-Cola Company i Indien. Det de tillverkar säljs i två miljoner försäljningsställen i 25 indiska delstater.
Indien hade tillverkning av produkter från The Coca-Cola Company fram till 1977 när regeringen Desai tvingade företaget att upphöra med det efter att The Coca-Cola Company vägrade följa en lag som tvingade utländska företag att ge 60% av de inhemska dotterbolagen till indiska aktieägare. Nästan två decennier senare, närmare bestämt i juli 1996 gav den då sittande regeringen Gowda sitt godkännande att åter låta The Coca-Cola Company få tillverka produkter i landet. Nästan exakt ett år senare grundades det två holdingbolag, Hindustan Coca-Cola Holdings Pvt Ltd och Bharat Coca-Cola Holdings Pvt Ltd som ägde två inhemska dryckestillverkare vardera, Hindustan hade hand om västra Indien medan Bharat hade hand om östra Indien. Den 11 februari 2000 fusionerades de båda holdingbolagen med varandra.
För 2017 omsatte de nästan 9,1 crore indiska rupies och hade en personalstyrka på omkring 8 000 anställda. Sedan 2017 ligger huvudkontoret i Bangalore, innan det låg det i Gurgaon.

## Varumärken
Ett urval av varumärken som de producerar/säljer:
- Aquarius
- Bonaqua
- Coca-Cola
- Diet Coke
- Fanta
- Kinley
- Limca
- Minute Maid
- Monster Energy
- Schweppes Ginger Ale
- Schweppes Soda Water
- Schweppes Tonic Water
- Sprite
- Smartwater
- Thums Up